# Lawrence (Brown)
Lawrence es un pueblo ubicado en el condado de Brown en el estado estadounidense de Wisconsin. En el Censo de 2010 tenía una población de 4.284 habitantes y una densidad poblacional de 103,22 personas por km².

## Geografía
Lawrence se encuentra ubicado en las coordenadas 44°23′58″N 88°8′36″O / 44.39944, -88.14333. Según la Oficina del Censo de los Estados Unidos, Lawrence tiene una superficie total de 41.5 km², de la cual 39.85 km² corresponden a tierra firme y (3.98%) 1.65 km² es agua.

## Demografía
Según el censo de 2010, había 4.284 personas residiendo en Lawrence. La densidad de población era de 103,22 hab./km². De los 4.284 habitantes, Lawrence estaba compuesto por el 94.84% blancos, el 0.49% eran afroamericanos, el 0.51% eran amerindios, el 2.57% eran asiáticos, el 0% eran isleños del Pacífico, el 0.3% eran de otras razas y el 1.28% pertenecían a dos o más razas. Del total de la población el 1.21% eran hispanos o latinos de cualquier raza.